# Хепфинген
Хепфинген (њем. Höpfingen) општина је у њемачкој савезној држави Баден-Виртемберг. Једно је од 27 општинских средишта округа Некар-Оденвалд. Према процјени из 2010. у општини је живјело 3.255 становника. Посједује регионалну шифру (AGS) 8225039.

## Географски и демографски подаци
Хепфинген се налази у савезној држави Баден-Виртемберг у округу Некар-Оденвалд. Општина се налази на надморској висини од 377 метара. Површина општине износи 30,5 km². У самом мјесту је, према процјени из 2010. године, живјело 3.255 становника. Просјечна густина становништва износи 107 становника/km².